# گمینا نوژتس-ستاتسیا
گمینا نوژتس-ستاتسیا (به لهستانی:  Gmina Nurzec-Stacja) یک گمینا در لهستان است که در شهرستان شمیاتچه واقع شده‌است. گمینا نوژتس-ستاتسیا ۲۱۴٫۹۶ کیلومتر مربع مساحت و ۴٬۴۶۰ نفر جمعیت دارد.